# Cheongsam

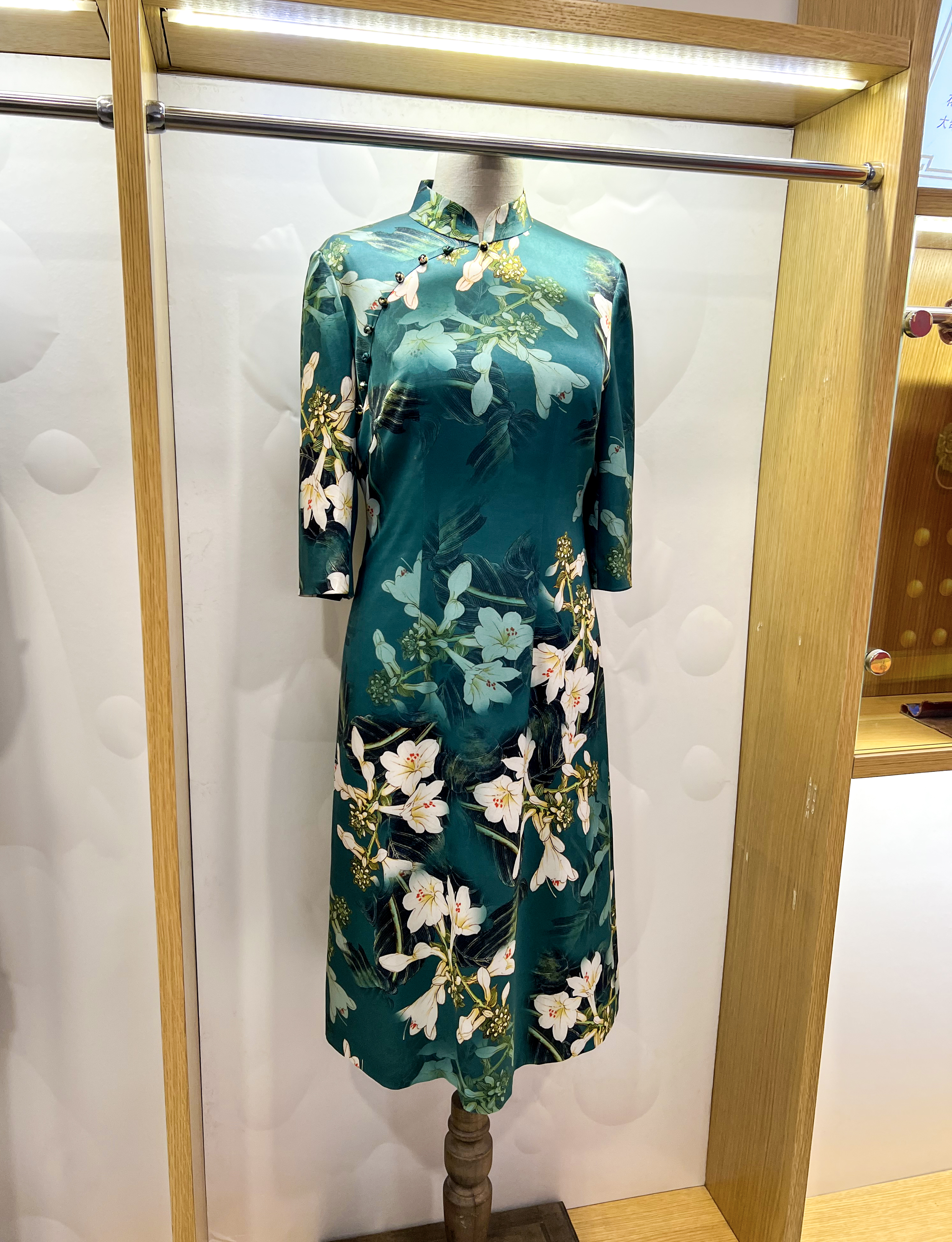
Een groene zijden cheongsam

Een cheongsam (zansae of qipao) is een Chinese lange formele jurk die rond 1920 in zwang raakte. Deze kent een sluiting aan de rechter zijde met knopen. Het ontwerp van de cheongsam is sindsdien geëvolueerd en kent vele vormen. De stijl is grofweg in te delen in die van Shanghai, Beijing en Hongkong.